# Micromerys raveni
Micromerys raveni là một loài nhện trong họ Pholcidae. Loài này được phát hiện ở Queensland và New South Wales.